# Государственный архив Одесской области
Государственный архив Одесской области — основное архивное учреждение Одесской области.

## История
Государственный архив Одесской области был образован в марте 1920 года как Одесский исторический архив. Главной его функцией была концентрация архивных документов на территории Одессы и Одесской губернии, контроль над ведомственными архивами, обеспечение учёта и сохранности документов, организация их использования и публикации.
Госархив Одесской области начинался с 22-х фондов, принимаемых от различных организаций, учреждений, предприятий, церквей, прекративших свою деятельность после Октябрьской революции. С 1920 года наиболее значимые учреждения систематически сдавали ценнейшие документы на постоянное государственное хранение. К 1940 году в архиве было сконцентрировано более 4400 фондов.
С началом Великой Отечественной войны и румынской оккупации Одессы в 1941 году значительная часть материалов была эвакуирована в Сталинград, а затем до Западно-Казахстанской области. Оставшиеся в Одессе архивные материалы подверглись разграблению и во многом были утрачены — за этот период более 1 млн дел (до 50 %) Одесского архива были утрачены. Вот что писали одесские газеты того времени: 
Разбазаривание архивных документов
На базарах Одессы, при покупке продуктов вам заворачивают их в ценные архивные документы. Казалось бы, что эти документы разграблены и проданы в первые дни безвластия, во время ухода большевиков. Но, нет. Оказывается, что архивные документы, как бумага, теперь продаются на базарах. На Привозе в воскресенье продавались пачки нотариального архива. На Новом базаре два мальчика продавали целую тачку разных архивных дел, как напр., дело одесского градоначальника Сосновского о наградах за 1914 год. Все это продается по 1 марке за килограмм. Возможно, что архив расхищается из Успенской церкви, откуда он ещё не вывезен, и где нет сторожа для охраны. Необходимо принять меры для охраны ценных исторических документов.— Газета «Одесса» (№ 207) от 22 декабря 1942 года
В апреле 1944 года архив возобновил свою деятельность в Одессе. До 1958 года он подчинялся Министерству Внутренних Дел СССР, затем — Главному архивному управлению при Кабинете Министров СССР, с 1999 года — Государственному комитету архивов Украины. В 1992 году в состав архива были включены фонды бывшего Партийного архива Одесского обкома Компартии Украины.
Изменения названия архива:
- Одесский исторический архив (1920—23)
- Одесский губернский исторический архив (1923—25)
- Одесский краевой исторический архив (1925—32)
- Одесский областной государственный архив (1932—41)
- Одесский исторический архив (1941—44)
- Государственный архив Одесской области (1944—58)
- Одесский областной государственный архив (1958—80)
- Государственный архив Одесской области (с 1980 года).

## Фонд
Наиболее ранние документы Государственного архива Одесской области — это уникальные польские грамоты XVI—XVII веков, собранные профессором Новороссийского университета И. А. Линниченком. Первая из них, написанная на латыни и заверенная сургучной печатью, датируется 1572 годом.
В архиве находятся древнейшие и особо ценные документы Канцелярии Новороссийского и Бессарабского генерал-губернатора, Канцелярии Одесского градоначальника, Канцелярии Одесского полицмейстера, прокурора Одесского окружного суда, Балтского уездного суда, Одесской уездной земской управы, одесских таможен.
Фотоматериалы (1951—2009) охватывают все стороны жизни города и области. Особенно ценны фотографии о международных связях, развитии сельского хозяйства и промышленности Одесской области, деятельность научно-исследовательских институтов. Есть фотографии о визитах в Одессу известных политических деятелей Н. С. Хрущёва, В. В. Щербицкого, М. С. Горбачёва , Фиделя Кастро и других.
В 2002 году была принята фотоколлекция (более 5 тыс. снимков и негативов) известного одесского фотохудожника Леонида Сидорского, которая состоит из материалов его персональных выставок.
В фондах хранятся также отдельные номера периодических изданий — газет "Искра (1901—1902), «Известия Одесского Совета рабочих депутатов и представителей армии и флота» (1917), «Одесские новости», «Южный рабочий» (1917—1918), а также газеты периода румыно-немецкой оккупации «Молва» и «Одесская газета».
Послевоенные партийные СМИ представлены фондами редакций газет «Черноморская коммуна», «Знамя коммунизма», «Комсомольская Искра», «Вечерняя Одесса».
В сентябре 1991 года документы Партийного архива были переданы на хранение в Государственный архив Одесской области.
В архиве хранятся более 13 тысяч фондов (свыше 2 млн единиц хранения за 1572—2018 годы, в том числе научно-техническая документация, кино- фото- фоно- документы, видеоматериалы).